# Шумський заказник
Шу́мський — ботанічний заказник місцевого значення, розташований між селами Вербка і Шуми Крижопільського району Вінницької області. Заказник площею 20 га оголошено відповідно до Рішення 27 сесії 5 скликання Вінницької обласної ради від 10.12.2009 р. № 903.
Унікальна ділянка природної степової рослинності в долині р. Марківка представлена тонконогом вузьколистим, бородачем звичайним. Виявлено місцезнаходження 1 рідкісного виду рослин занесеного до Червоної книги України — молочай густоволохатоплодий та 4 регіонально рідкісних видів — горицвіт весняний, осока низька, ломиніс цілолистий, костяниць мурів. Формація осоки низької занесена до Зеленої книги України.